# Hrafnistaätten
Hrafnistaätten var en norsk hövdingaätt som på 700- och 800-talen hade sitt säte på ön Hrafnista (nuvarande Ramsta) utanför Namdalens kust norr om Trondheim. Namnet Hrafnista betyder "korparnas plats". Ättens stamfader var hersen Ulf den oarge, som hade sonen Hallbjörn halvtroll och dottern Hallbera. Tillnamnet "halvtroll" syftar på att barnen varit blendingar (blandras), det vill säga att de haft en samisk mor. Från Hallbjörn och Hallbera utgår två ättegrenar, vilka båda på kung Harald hårfagres tid hamnade på Island.
Från Hallbjörn härstammar alla Ramstasagornas hjältar: Kettil hanlax (Ketill hœngr), Grim ludenkind (Grímr loðinkinni), Orvar Odd (Ǫrvar Oddr) och Ån bågspännaren (Án bogsveigir). Med Kettil hanlax' dotterson Kettil hanlax den yngre kom ätten till Island. Men också landnamsmannen Ån rödfäll (Án rauðfeldr) tillhörde denna ättegren. Han var son till Grim ludenkind och Helga, Ån bågspännarens dotter, och fick talrika ättlingar.
Från Hallbera härstammar den ättegren som på Island kom att kallas myramännen. Hon var mor till Kvällulv, Egil Skallagrimssons farfar.
Tre egenskaper var utmärkande för Hrafnistamännen, om man får tro Ramstasagorna:
- De var dugliga monsterbekämpare.[5] (Med monster avses här främst jättar och troll.)
- De kunde magiskt framkalla vind.[5] (Om de hissade segel då det var vindstilla, började det genast blåsa.)
- De var anmärkningsvärt starka och storvuxna.[5] (Orvar Odd var exempelvis tolv alnar lång vid sin död.)[6]

I synnerhet en stor kroppshydda sägs även ha utmärkt ättens isländska representanter. Flera av de Hrafnistaättlingar som fått egna sagor, till exempel Egil Skallagrimsson, Orm Storolfsson och Grette Åsmundsson, beskrivs som mycket storvuxna.
På Island ansågs det länge som en stor heder att ha någon av Hrafnistamännen i den egna stamtavlan. En av dem som hade detta var Haukr Erlendsson, som skrev Hauksbók och gärna inkluderade material rörande sin egen ätt. Att sådan ättestolthet varit länge levande kan även ses av en notis bifogad en avskrift av Áns saga bogsveigis:
Ero nu enn nockrer menn a Islande anno eitt þusund sexhundrud attatygie og þriu, sem telia sinar ætter til Hrafnisto manna.
I E.J. Björners öfversättning från 1737: "Warande ännu några männ på Island [år 1683], som tälja sina ätter till Hrafnista männen."